# محمد بن يعقوب الكليني
أَبُو جَعْفَرٍ مُحَمَّدُ بْنُ يَعْقُوبَ بْنِ إِسْحَاقَ ٱلْكُلَيْنِيُّ ٱلرَّازِيُّ ٱلْبَغْدَادِيُّ (تُوُفّيَ سَنةَ 329 هـ / 941 م) ، المعروفُ بِثِقَةِ ٱلْإِسْلَامِ ٱلْكُلَيْنِيِّ، أَحَدُ كِبارِ فُقَهاءِ ومُحَدّثِي الشيعةِ الإماميَّةِ، ومِن أهمِّ عُلَمائهم في الحديث، له مُصَنَّفاتٌ، أبرزُها: كِتابُ الكافي، الذي يُعَدُّ مِن أهم مصادر الحديث الأربعة عند الشيعة.
تتلمذَ له عُلَماءُ شيعةٍ كُثُر، وُلِد الكُلَينيُّ في النصف الثاني من القرن الثالث الهجريّ، بقرية كُلَين، على بُعد (38) كيلومترًا من مدينة الرَّيّ، الواقعة في جَنوب العاصمة طِهران، وقد انتهت إليه رئاسة فقهاء الإمامية في أيام المقتدر.
تولَّىٰ أبوه منذ صِغَرِه رعايتَه وتربيتَه، حيثُ علَّمه الأخلاقَ، وحُسْنَ السُّلُوك، والآدابَ الإسلامية، وكان لِخالِه أثرٌ في نشأته وتربيته.

## حياته

### نسبه وعائلته
هو أبو جعفر محمّد بن يعقوب بن إسحاق الكليني الرازي السلسلي البغدادي الأعور، وذكر ابن عساكر في بيان اسمه: «محمد بن يعقوب ويقال محمد بن علي أبو جعفر الكليني»، ويرى السيّد ثامر هاشم حبيب العميدي أن ابن عساكر أخطأ في ذلك، وأن الاسم الأول هو الصحيح. يُكنى الكليني بـ«أبي جعفر»، كما أن جميع أصحاب «الكتب الأربعة» (الكليني، والصدوق، والطوسي) كلّهم يسمون بمحمد ويُكنّونّ بأبي جعفر.
عُرف بـ«الكليني» نسبةً إلى كُلَيْن إحدى توابع مدينة الري، لأنه ولد ونشأ فيها، وهو أحد أشهر ألقابه، وعُرف بـ«الرازي» نسبةً إلى الري، لأن قريته كانت تابعة لمدينة الري، كما أنه ذهب لها في وقتٍ من الأوقات وسمع الحديث من مشايخ الري وروى عَنهم. وعرف كذلك بـ«السلسلي» نسبةً إلى درب السلسلة الذي يقع في ناحية بغداد. كما عرف بـ«البغدادي» نسبةً إلى بغداد حيث انتقل إليها وتوفي فيها، أما تلقيبه بـ«الأعور» قيل بسبب ما كان بين عينيه من غور.
ومن ألقابه، «ثقة الإسلام» ويُعتبر من أشهرها، و«شيخ الأصحاب» فقد انتهت إليه رئاسة الشيعة الإمامية في أيام المقتدر العباسي، كما كان شيخ الشيعة بالري ووجههم، ويلقب كذلك بـ«شيخ المحدثين» باعتباره أحد أبرز علماء الحديث. عرف كذلك بـ«المجدّد»، فيُعد أحد المجددين في المذهب الشيعي الإمامي على رأس المئة الثالثة.

أبوه هو الشيخ يعقوب الكليني، كان من العلماء المعروفين في كلين، وقبره معروف يزار فيها. وكانت أم الكليني من عائلة معروفة بالدين والعلم، فمنهم: جدها لأبيها إبراهيم الكليني المعروف بعلان، وعمها أحمد بن إبراهيم الكليني، وأبوها محمد بن إبراهيم الكليني، وأخوها علي بن محمد بن إبراهيم الكليني وهو خال الشيخ الكليني.

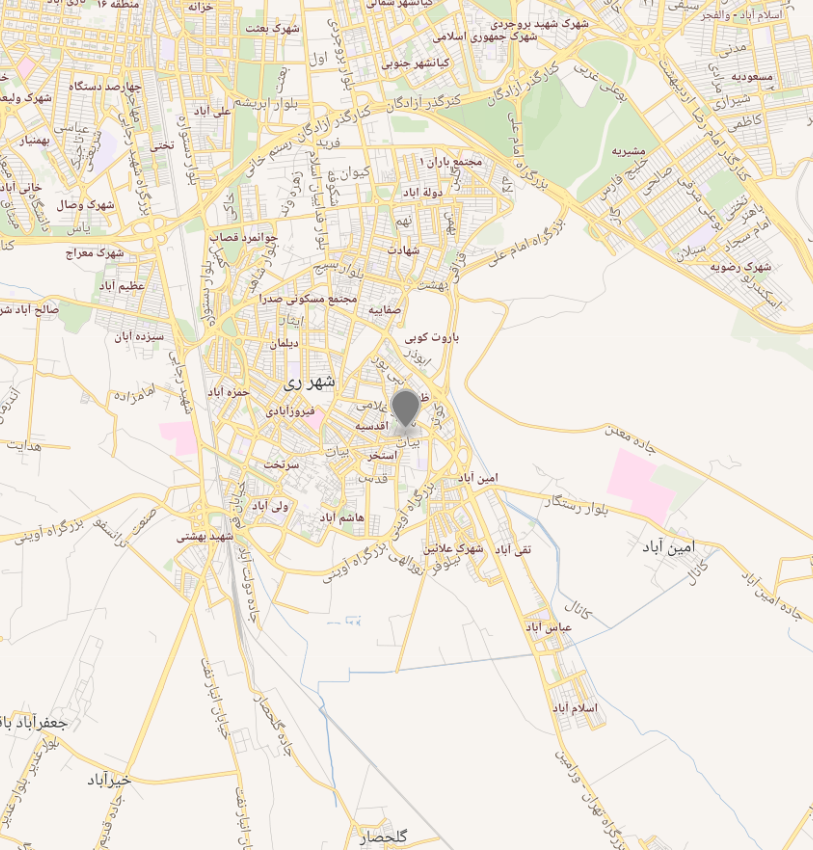
مدينة الري حيث ولد الكليني

### ولادته
لم تحدد المصادر سنة ولادته، ولكنهم قالوا أنه ولد في قرية كُلين إحدى توابع مدينة الري، كما يُذكر أن زمن ولادته يقارب زمن ولادة محمد بن الحسن المهدي عام 255 هـ، وذكر محمد مهدي بحر العلوم أنه أدرك بعض أيام الحسن العسكري، فيما ذهب الخوئي إلى القول بأنّ ولادته كانت بعد وفاة الحسن العسكري وفي بدايات الغيبة الصغرى، فقال في كتابه «معجم رجال الحديث»: «أقول: إن تاريخ تولد محمد بن يعقوب (قدس سره) مجهول، فلعل تولده كان بعد وفاة العسكري ، وعليه فلم يظهر وجه استظهار السيد (قدس الله نفسه)».

## رحلته في طلب الحديث

### دراسة الحديث والهجرة إلى قم
نشأ الكليني في مدينة الري التي حوت جميع المذاهب من الإسماعيلية والأحناف والشافعية فضلًا عن الشيعة الإمامية، فكان على معرفة جيدة بآراء ونظريات تلك المذاهب الكلامية والفقهية، وإلى جانب ذلك قرر الخوض في مجال علم الحديث حفظا وتدوينا متلمذًا على كبار أساتذة الفن في مدينة الري كأبي الحسن أبي الحسن محمد بن جعفر بن عون الأسدي، ثم شدّ الرحال صوب مدينة قم لمواصلة الدراسة في مجال علم الحديث متلمذًا على محدثيها ممن رووا عن العسكري والهادي مباشرة وبلا واسطة.

### سفره إلى بغداد
تشير الشواهد التاريخية إلى أنّ الكليني قد هاجر إلى بغداد سنة 327 هجرية وبقي فيها السنتين الأخيرتين من عمره حيث كانت بغداد تمثّل المركز العلمي للعالم الإسلامي، ومن الشواهد التي تدلّ على الانتهاء من كتاب الكافي قبل الدخول إلى بغداد أنّه لم يرو عن النواب الأربعة بلا واسطة مع معاصرته لهم، ولشهرة الكليني ومعروفيته رجع إليه الشيعة في الفتوى حتى وصفوه بـــ ثقة الإسلام.

### وفاته ومكان دفنه

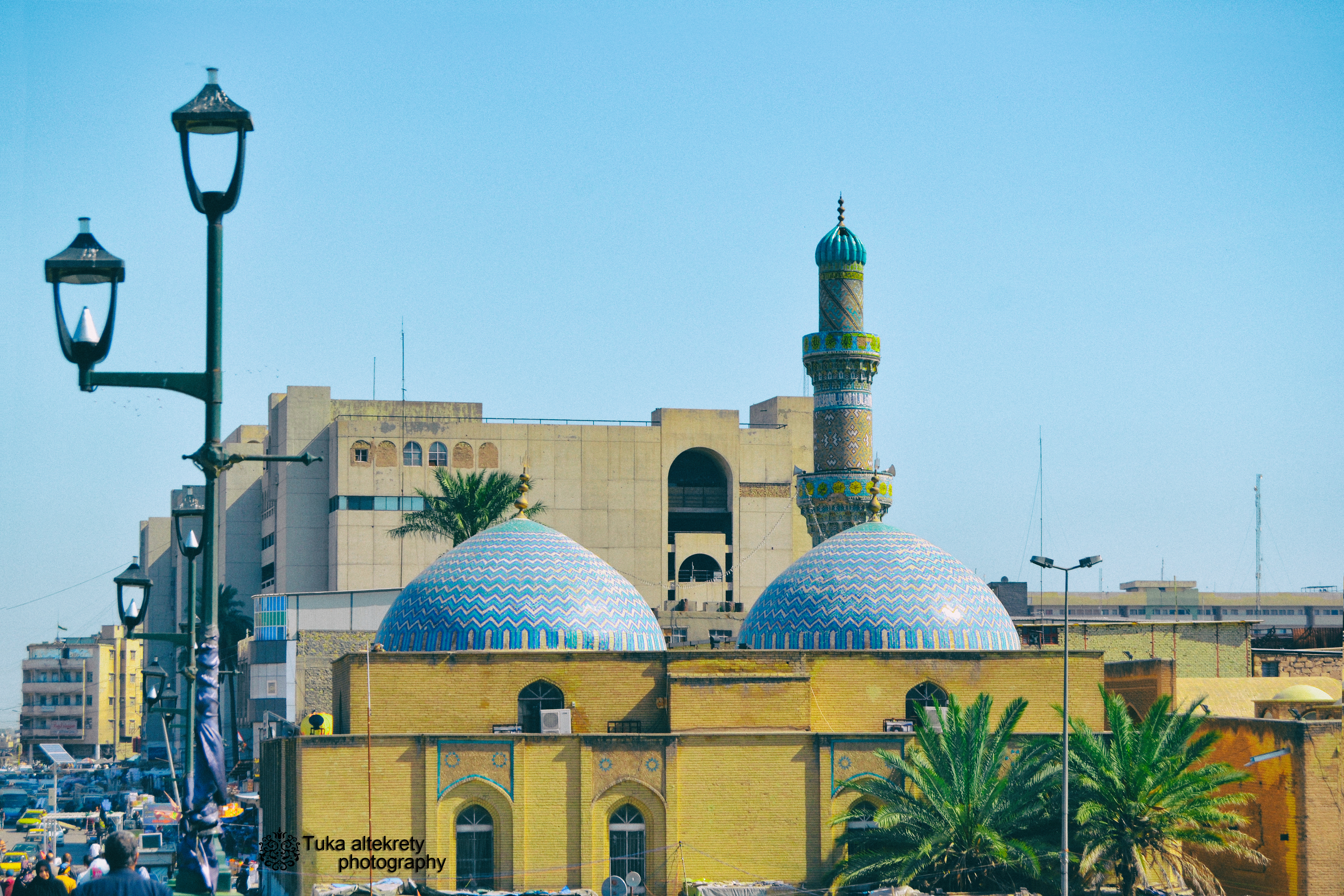
جامع الآصفة

توفى الكليني ببغداد سنة ثلاثمائة وتسع وعشرين وقيل ثمان وعشرين، في شعبان سنة تناثر النجوم، والمقارن لبدء الغيبة الكبرى عن عمر ناهز الثانية والسبعين. وقال النجاشي والشيخ الطوسي: «وصلى عليه محمد بن جعفر الحسيني أبو قيراط، ودفن بباب الكوفة في مقبرتها»، وقال ابن عبدون: «رأيت قبره في طريق الطائي، وعليه لوح مكتوب فيه اسمه واسم أبيه». وقال محمد باقر الخوانساري: «والقبر الشريف في شرقي بغداد، في تكية المولوية، وعليه شباك من الخارج إلى يسار العابر من الجسر المشهور، تزوره العامة والخاصة».
وهذا غير وارد كما ذكر المؤرخ محمود شكري الآلوسي في كتابه مساجد بغداد وآثارها وذكر إن بناء القبر على هذا الوضع ينبيء إنه مشهد قبر لأحد الخلفاء إذ كان هذا الموضع مقبرة لبني العباس كما ذكر بعض المؤرخين، وكان المسجد من مرافق المدرسة ومتمماتها فمن المحتمل أن يدفن فيه باني المدرسة المذكورة بل هو الظاهر ومن البعيد أن يدفن فيهِ الإمام الكليني أو الزاهد الحارث المحاسبي الذي لا يملك دينارًا ولا درهمًا، وكان أهل العلم والورع في ذلك العصر يتجنبون زخرفة القبور، ومن البعيد أن يصرف غير الخليفة على عمارة مرقده نحو عشرة آلاف دينار فلابد أن يكون ذلك لأحد الخلفاء. والأصح هو ما ذكر إن موقع قبر محمد بن يعقوب الكليني في مدينة الكوفة وليس في بغداد كما دلت عليه المصادر الشيعية، ولكن تم تعمير القبر حاليا في مدرسة الآصفية وما زال الكثير من عوام الشيعة يعتقد إنه مرقد الكليني.

## شيوخه وتلامذته

### شيوخه
روى الكليني وسمع عمن لا يتناهى كثرة من علماء أهل البيت ورجالهم ومحدثيهم، الذين منهم:
- أحمد بن إدريس القمي
- أحمد بن عبد الله بن أمية
- أحمد بن محمد الهمداني
- أبو عبد الله الكوفي
- أحمد بن ممد القمي
- أحمد بن مهران
- إسحاق بن يعقوب
- الحسن بن خفيف
- الحسن بن الفضل اليماني
- الحسين بن الحسن الأسود
- الحسين بن الحسن العلوي
- الحسين بن علي العلوي
- ابن عامر
- حميد بن زياد
- سعد بن عبد الله القمي
- أبو داود سليمان بن سفيان
- سهل بن زياد الأدمي الرازي
- أبو العباس الحميري القمي
- علي بن إبراهيم القمي
- علي بن الحسين السعد آبادي
- علي بن عبد الله الخديجي
- أبو الحسن الرازي الكليني.
- علي بن محمد بن أبي القاسم بندار
- ابن بنت أحمد بن محمد بن خالد البرقي
- علي بن موسى بن جعفر الكمنداني
- القاسم بن العلاء
- محمد بن إسماعيل النيسابوري
- أبو العباس محمد بن جعفر الرزاز
- أبو الحسن الأسدي الكوفي
- الصفار القمي صاحب كتاب بصائر الدرجات
- محمد بن الحسن، الطائي
- أبو جعفر الحميري القمي

### تلامذته والرواة عنه
روى عن الكليني فئة كثيرة من العلماء، منهم:
- أبو غالب الزراري
- ابن قولويه القمي
- التلعكبري
- الشيخ الصدوق
- ابن أبي رافع الصيمري
- أحمد بن أحمد الكاتب الكوفي
- أحمد بن علي بن سعيد الكوفي
- أحمد بن محمد بن علي الكوفي
- عبد الكريم بن عبد الله بن نصر البزاز التنيسي
- علي بن أحمد بن موسى
- ابن زينب
- محمد بن أحمد بن عبد الله بن قضاعة بن صفوان بن مهران الجمال الصفواني
- محمد بن أحمد بن محمد بن سنان
- محمد بن عبد الله بن المطلب الشيباني
- محمد بن علي ماجيلويه
- محمد بن محمد بن عاصم الكليني

## ماقيل فيه

### الشيعة
- الشيخ الصدوق:«حدّثنا الشيخ الفقيه محمّد بن يعقوب رضى الله عنه»[27]
- الشيخ الطوسي: «ثقة ، عارف بالأخبار»[28]
- النجاشي:«محمد بن يعقوب بن إسحاق أبو جعفر الكليني، وكان خاله علان الكليني الرازي، شيخ أصحابنا في وقته بالري ووجههم، وكان أوثق الناس في الحديث، وأثبتهم، صنف الكتاب الكبير المعروف بالكليني يسمى الكافي في عشرين سنة».[29]

- حسين عبد الصمد الحارثي «شيخ عصره في وقته ووجه العلماء والنبلاء. كان أوثق الناس في الحديث وأنقدهم له وأعرفهم به».[30]
- الطبرسي:«من أجلّ رواة الشيعة وثقاتها»[27]
- العلامة الحلي:«شيخ أصحابنا في وقته بالريّ ووجههم ، وكان أوثق الناس في الحديث وأثبتهم»[27]
- نور الله التستري:«ثقة الإسلام ، وواحد الأعلام خصوصاً في الحديث ، فإنّه جهينة الأخبار ، وسابق هذا المضمار ، الذي لا يُشقّ له غبار ، ولا يُعثر له على عِثار»[31]
- صدر الدين: «أمين الإسلام ، وثقة الأنام ، الشيخ العالم الكامل ، والمجتهد البارع ، الفاضل محمّد بن يعقوب الكليني ، أعلى الله قدره ، وأنار في سماء العلم بدره»[32]
- النووري الطبرسي:«فخر الشيعة ، وتاج الشريعة ، ثقة الإسلام ، وكهف العلماء الأعلام ، أبو جعفر محمّد بن يعقوب الكليني ... الرازي ، الشيخ الجليل العظيم ، الكافل لأيتام آل محمّد عليهم‌السلام بكتابه الكافي»[33]
- المير داماد:«شيخ الدين ، وأمين الإسلام ، نبيه الفرقة ، ووجيه الطائفة ، رئيس‌ المحدّثين ، حجّة الفقه والعلم والحقّ واليقين ، أبي جعفر محمّد بن يعقوب بن إسحاق الكليني رفع الله درجته في الصدّيقين ، وألحقه بنبيّه وأئمّته الطاهرين»[32]
- سيد ابن طاووس:«الشيخ المتّفق على عدالته وفضله وأمانته محمّد بن يعقوب الكليني»[27]
- عباس القمي:«الكليني هو الشيخ الأجل قدوة الأنام، وملاذ المحدثين العظام، ومروج المذهب في غيبة الإمام عليه السلام، أبو جعفر محمد بن يعقوب بن إسحاق الكليني الرازي الملقب ثقة الإسلام. ألف الكافي الذي هو أجل الكتب الإسلامية وأعظم المصنفات الإمامية والذي لم يعمل للامامية مثله».[34]

### أقوال علماء السنّة في حقه
- ابن الأثير:«وهو من أئمة الإمامية وعلمائهم».[35]
- الذهبي:«شيخ الشيعة وعالم الإمامية صاحب التصانيف».[36] وقال عنه: «شيخ فاضل شهير، من رءوس الشيعة وفقهائهم المصنفين في مذاهبهم الرذلة»[37]
- ابن حجرقال:««... وكان من فقهاء الشيعة، والمصنّفين على مذهبهم...»».[38]
- ابن عساكر:«من شيوخ الرافضة»
- عبد الغني بن سعيد الأزدي:«من الشيعة المصنفين»[39]

## من مؤلفاته
لم يصل لنا ولا كتاب من مؤلفاته غير الكافي، ومن مؤلفاته المفقوده:
- كتاب الرجال.
- كتاب الردّ على القرامطة.
- كتاب رسائل الأئمّة.
- كتاب تعبير الرؤيا.
- موسوعة شعرية في مناقب وفضائل أهل البيت.

### ثبت المراجع
1. ↑  عادل نويهض (1988)، مُعجم المُفسِّرين: من صدر الإسلام وحتَّى العصر الحاضر (ط. 3)، بيروت: مؤسسة نويهض الثقافية للتأليف والترجمة والنشر، ج. الثاني، ص. 651، OCLC:235971276، QID:Q122197128
2. ↑  عادل نويهض (1988)، مُعجم المُفسِّرين: من صدر الإسلام وحتَّى العصر الحاضر (ط. 3)، بيروت: مؤسسة نويهض الثقافية للتأليف والترجمة والنشر، ج. 2، ص. 651، OCLC:235971276، QID:Q122197128
3. ↑  الكرباسي (2018)، ص. 27.
4. ↑  ابن عساكر (1995)، ج. 56، ص. 297.
5. ↑  ابن منظور (1984)، ج. 23، ص. 362.
6. 1 2 3  حياة الشيخ الكليني. ص. 25
7. ↑  حياة الشيخ الكليني. ص. 26
8. ↑  الكرباسي (2018)، ص. 29.
9. ↑  الكرباسي (2018). ص. 30-31-32
10. ↑  الكرباسي (2018)، ص. 30-31-32.
11. ↑  الطيبي (1997)، ج. 2، ص. 700.
12. ↑  محمد بن حسين بن عبد الصمد الحارثي العاملي الهمذاني، بهاء الدين (1418هـ -1998م). الكشكول. المحقق: محمد عبد الكريم النمري (ط. الأولى). بيروت: دار الكتب العلمية. ج. 1. ص. 314. مؤرشف من الأصل في 30 مارس 2022. {{استشهاد بكتاب}}: تحقق من التاريخ في: |سنة= (مساعدة)
13. ↑  "حکایت مقبره متروکه یک عالم ایرانی/ بقعه شیخ کلینی متولی ندارد!". وکالة مهر الانباء (بالفارسية). مؤرشف من الأصل في 2017-06-11.
14. ↑  ثامر هاشم حبيب العميدي (1990م - 1415هـ). دفاع عن الكافي (ط. الأولى). مركز الغدير للدراسات الإسلامية. ج. 1. ص. 35-36. مؤرشف من الأصل في 2022-12-30. {{استشهاد بكتاب}}: تحقق من التاريخ في: |تاريخ= (مساعدة)
15. ↑  الكرباسي (2018). ص. 30
16. ↑  "الكليني والكافي - الشيخ عبد الرسول الغفار - الصفحة ١٢٥". shiaonlinelibrary.com. مؤرشف من الأصل في 2021-03-12. اطلع عليه بتاريخ 2021-03-12.
17. ↑  محمد مهدي بحر العلوم. الفوائد الرجالية. حققه وعلي عليه محمد صادق بحر العلوم وحسين بحر العلوم. النجف الأشرف: مكتبة العلمين الطوسي وبحر العلوم. ج. 3. ص. 336. مؤرشف من الأصل في 2021-02-12.
18. ↑  الخوئي، السيد أبو القاسم. معجم رجال الحديث. مؤسسة الخوئي الإسلامية. ج. 19. ص. 58. مؤرشف من الأصل في 2022-07-23.
19. ↑  الكليني والكافي، ص 179.
20. ↑  "الكليني والكافي - الشيخ عبد الرسول الغفار - الصفحة ٢٦٤". shiaonlinelibrary.com. مؤرشف من الأصل في 2021-03-12. اطلع عليه بتاريخ 2021-03-12.
21. ↑  ريحانة الأدب، ج 8، ص 80.
22. ↑  رجال نجاشي، ص 378. الفهرست، ص 210 و211.
23. ↑  روضات الجنات، ج 6، ص 108.
24. ↑  تاريخ مساجد بغداد وآثارها - تاليف السيد محمود شكري الآلوسي وتهذيب محمد بهجة الأثري - مطبعة دار السلام في بغداد 1346هـ ، صفحة28 - 31.
25. ↑  "الكافي - الشيخ الكليني - ج ١ - الصفحة المقدمة ١٤". shiaonlinelibrary.com. مؤرشف من الأصل في 2020-02-24. اطلع عليه بتاريخ 2021-03-12.
26. ↑  "الكافي - الشيخ الكليني - ج ١ - الصفحة المقدمة ١٨". shiaonlinelibrary.com. مؤرشف من الأصل في 2020-01-29. اطلع عليه بتاريخ 2021-03-12.
27. 1 2 3 4  "الکافی- ط دار الحدیث - الشيخ الكليني - مکتبة مدرسة الفقاهة". ar.lib.eshia.ir. مؤرشف من الأصل في 2021-02-12. اطلع عليه بتاريخ 2021-03-12.
28. ↑  "الكافي - الشيخ الكليني - ج ١ - الصفحة المقدمة ٢٠". shiaonlinelibrary.com. مؤرشف من الأصل في 2020-02-23. اطلع عليه بتاريخ 2021-03-12.
29. ↑  "رجال النجاشي - النجاشي - الصفحة ٣٧٧". shiaonlinelibrary.com. مؤرشف من الأصل في 2020-02-05. اطلع عليه بتاريخ 2021-03-12.
30. ↑  "وصول الأخيار إلى أصول الأخبار - والد البهائي العاملي - الصفحة ٨٥". shiaonlinelibrary.com. مؤرشف من الأصل في 2021-01-13. اطلع عليه بتاريخ 2021-03-12.
31. ↑  "الکافی- ط دار الحدیث - الشيخ الكليني - مکتبة مدرسة الفقاهة". ar.lib.eshia.ir. مؤرشف من الأصل في 2021-02-12. اطلع عليه بتاريخ 2021-03-12.
32. 1 2  "الکافی- ط دار الحدیث - الشيخ الكليني - مکتبة مدرسة الفقاهة". ar.lib.eshia.ir. مؤرشف من الأصل في 2021-03-12. اطلع عليه بتاريخ 2021-03-12.
33. ↑  "الکافی- ط دار الحدیث - الشيخ الكليني - مکتبة مدرسة الفقاهة". ar.lib.eshia.ir. مؤرشف من الأصل في 2021-03-12. اطلع عليه بتاريخ 2021-03-12.
34. ↑  الكنى والالقاب – الشيخ عباس القمي منشورات مكتبة الصدر - الجزء الثالث صفحة 120
35. ↑  الكامل في التاريخ، ج 8، ص 364.
36. ↑  سير أعلام النبلاء، ج 15، ص 280.
37. ↑  <كتاب تاريخ الإسلام>طبعة دار الكتاب العربي، بيروت، الطبعة الثانية، الجزء 24 صغحة 249
38. ↑  لسان الميزان،ج 5، ص 433. إكمال الكمال، ج 7، ص 186.
39. ↑  Â Ã Â Ã Â Ã Â¯-Ã Â¨Ã Â -Ã Â Ã Â¹Ã Â Ã Â Ã Â¨-Ã Â¨Ã Â -Ã Â¥Ã Â³Ã Â Ã Â§Ã Â "موسوعة الحديث : محمد بن يعقوب بن إسحاق". hadith.islam-db.com. مؤرشف من الأصل في 2021-03-12. اطلع عليه بتاريخ 2021-03-12. {{استشهاد ويب}}: تحقق من قيمة |مسار أرشيف= (مساعدة)
40. ↑  "الکافی- ط دار الحدیث - الشيخ الكليني - مکتبة مدرسة الفقاهة". ar.lib.eshia.ir. مؤرشف من الأصل في 2021-03-12. اطلع عليه بتاريخ 2021-03-12.

### معلومات المراجع
- محمد صادق الكرباسي (2018)، مع الكليني في رحلته العلمية، تحقيق: حسين الطائي (ط. 1)، بيت العلم للنابهين، QID:Q124364274
- ابن عساكر (1995)، تاريخ مدينة دمشق، تحقيق: عمر بن غرامة العمروي، بيروت: دار الفكر للطباعة والنشر والتوزيع، OCLC:4770667638، QID:Q116753093{{استشهاد}}:  صيانة الاستشهاد: ref duplicates default (link)
- ابن منظور (1984)، مختصر تاريخ دمشق لابن عساكر، تحقيق: روحية النحاس، رياض عبد الحميد مراد، محمد مطيع الحافظ (ط. 1)، دمشق: دار الفكر، QID:Q110238771{{استشهاد}}:  صيانة الاستشهاد: ref duplicates default (link)
- شرف الدين الطيبي (1997)، شرح المشكاة للطيبي الكاشف عن حقائق السنن، تحقيق: عبد الحميد هنداوي (ط. 1)، QID:Q124370651